# Cantone di Saint-Sauveur-le-Vicomte
Il Cantone di Saint-Sauveur-le-Vicomte era una divisione amministrativa dell'arrondissement di Cherbourg.
È stato soppresso a seguito della riforma complessiva dei cantoni del 2014, che è entrata in vigore con le elezioni dipartimentali del 2015.
Comprendeva i comuni di:
- Besneville
- Biniville
- La Bonneville
- Catteville
- Colomby
- Crosville-sur-Douve
- Étienville
- Golleville
- Hautteville-Bocage
- Les Moitiers-en-Bauptois
- Néhou
- Neuville-en-Beaumont
- Orglandes
- Rauville-la-Place
- Reigneville-Bocage
- Sainte-Colombe
- Saint-Jacques-de-Néhou
- Saint-Sauveur-le-Vicomte
- Taillepied